# 京都記念
京都記念（きょうときねん）は、日本中央競馬会 (JRA) が京都競馬場で施行する中央競馬の重賞競走（GII）である。
競馬番組表では、名称を「農林水産省賞典 京都記念（のうりんすいさんしょうしょうてん きょうときねん）」と表記している。
正賞は農林水産大臣賞。

## 概要
1942年に、春と秋の年2回施行するハンデキャップ競走として創設。当初の競走条件は春・秋ともに5歳（現4歳）以上だったが、1951年より秋は4歳（現3歳）以上に変更された。
1944年の春から1947年の春までは第二次世界大戦の影響で中止され、1947年の秋より再開。施行距離や競走条件は幾度かの変遷を経ながら年2回施行していたが、1984年に秋の競走が廃止され、以来年1回の施行となった。負担重量は1994年より別定に変更、施行場・距離は1995年から京都競馬場・芝2200mで定着している。
外国産馬は年1回施行に改められた1984年より出走可能になり、2005年からは国際競走に指定され、外国馬も出走可能になった。また、2020年からは地方競馬所属馬も出走可能になった。
負担重量が別定に変更された1994年からは、重量面で実績馬が出走しやすくなったこともあり古馬の有力馬が年明け初戦として出走するケースも多くなった。
なお、本競走の優勝馬にはオーストラリアのG1コーフィールドカップへの優先出走権が与えられることになっている。

### 競走条件
以下の内容は、2025年現在のもの。
出走資格：サラ系4歳以上
- JRA所属馬
- 地方競馬所属馬（認定馬のみ、2頭まで）
- 外国調教馬（優先出走）

負担重量：別定
- 4歳56kg、5歳以上57kg、牝馬2kg減
  - 2024年2月10日以降のGI競走（牝馬限定競走を除く）1着馬は2kg増、牝馬限定GI競走またはGII競走（牝馬限定競走を除く）1着馬は1kg増
  - 2024年2月9日以前のGI競走（牝馬限定競走を除く）1着馬は1kg増（2歳時の成績は除く）

### 賞金
2025年の1着賞金は6200万円で、以下2着2500万円、3着1600万円、4着930万円、5着620万円。

## 歴史
- 1942年 - 5歳以上の馬によるハンデキャップ競走「京都記念（春）」を創設、京都競馬場の芝3500mで施行[3]。
- 1944年 - 太平洋戦争の影響で中止（1947年まで）。
- 1959年 - 名称を「農林省賞典 京都記念（春）」に変更[4]。
- 1979年 - 名称を「農林水産省賞典 京都記念（春）」に変更[4]。
- 1980年 - 京都競馬場がスタンド改築工事のため、この年のみ中京競馬場で施行。
- 1984年
  - 年1回制に変更[7]。
  - 名称を「農林水産省賞典 京都記念」に変更[4]。
  - グレード制施行によりGII[注 1]に格付け[4]。
- 2001年 - 馬齢表記を国際基準へ変更したのに伴い、競走条件を「4歳以上」に変更[4]。
- 2005年 - 混合競走から国際競走に変更され、外国調教馬が4頭まで出走可能となる[5]。
- 2007年 - 日本のパートI国昇格に伴い、外国調教馬の出走枠が8頭に拡大[8][9]。
- 2015年 
  - 出走可能頭数を18頭に拡大。
  - 外国馬の出走枠を9頭に変更[10]。
- 2020年 - 特別指定交流競走に指定され、地方競馬所属馬が2頭まで出走可能になる。
- 2021年 
  - 京都競馬場の整備工事に伴い、阪神競馬場で施行（2022年・2023年も同様）[11][12]。
  - 新型コロナウイルス感染拡大防止のため「無観客競馬」として実施[13]。

### 歴代優勝馬
優勝馬の馬齢は、2000年以前も現行表記に揃えている。
競走名は第75回まで「京都記念（春）」、第77回以降は「京都記念」。
| 回数    | 施行日        | 競馬場 | 距離  | 優勝馬             | 性齢 | タイム   | 優勝騎手   | 管理調教師 | 馬主                           |
| ------- | ------------- | ------ | ----- | ------------------ | ---- | -------- | ---------- | ---------- | ------------------------------ |
| 第1回   | 1942年5月17日 | 京都   | 3500m | マルエス           | 牡6  | 3:57 1/5 | 武田文吾   | 高橋政次郎 | 灰谷勝治                       |
| 第3回   | 1943年5月23日 | 京都   | 3500m | ハヤタケ           | 牡4  | 3:51 0/5 | 武田文吾   | 岩井健吉   | 伊藤祐之                       |
| 第6回   | 1948年4月18日 | 京都   | 3000m | マツミドリ         | 牡4  | 3:15 0/5 | 田中康三   | 茂木為二郎 | 松末博光                       |
| 第8回   | 1949年5月29日 | 京都   | 3000m | ハマカゼ           | 牝4  | 3:12 0/5 | 松本実     | 増本勇     | 相部藤次郎                     |
| 第10回  | 1950年4月16日 | 京都   | 3000m | ニシタツプ         | 牡5  | 3:13 2/5 | 杉村繁盛   | 杉村政春   | 松井時之助                     |
| 第12回  | 1951年5月13日 | 京都   | 2400m | オーエンス         | 牡5  | 2:30 0/5 | 土門健司   | 松田由太郎 | 桶谷辰造                       |
| 第14回  | 1952年6月29日 | 京都   | 2200m | サチホマレ         | 牡4  | 2:19 3/5 | 上田三千夫 | 上田武司   | 上田清次郎                     |
| 第16回  | 1953年5月17日 | 京都   | 2200m | キヨストロング     | 牡4  | 2:19 0/5 | 蛯名武五郎 | 藤本冨良   | （株）東北牧場                 |
| 第18回  | 1954年4月4日  | 京都   | 2200m | フアイナルスコア   | 牡4  | 2:19 1/5 | 伊藤修司   | 伊藤勝吉   | 仁木清七                       |
| 第20回  | 1955年6月19日 | 京都   | 2000m | セカイイチ         | 牝4  | 2:13 3/5 | 大根田裕也 | 日迫清     | 工藤久子                       |
| 第22回  | 1956年6月10日 | 京都   | 2000m | セカイオー         | 牡4  | 2:03 3/5 | 島崎宏     | 加藤清一   | 吉木三郎                       |
| 第24回  | 1957年5月12日 | 京都   | 2000m | タカクラオー       | 牡4  | 2:11 2/5 | 玉田一彦   | 橋田俊三   | 平島尚一                       |
| 第26回  | 1958年5月11日 | 京都   | 2000m | ライジングウイナー | 牡4  | 2:06 2/5 | 田所秀雄   | 小川佐助   | 谷水信夫                       |
| 第28回  | 1959年5月17日 | 京都   | 2000m | イリユウ           | 牡4  | 2:05 2/5 | 宇田明彦   | 長浜彦三郎 | 浅野国次郎                     |
| 第29回  | 1960年5月8日  | 京都   | 2000m | フサリユウ         | 牡4  | 2:05.0   | 栗田勝     | 武田文吾   | 新子政勇貴                     |
| 第31回  | 1961年5月14日 | 京都   | 2000m | タイゴンオー       | 牡4  | 2:04.1   | 大根田裕也 | 諏訪佐市   | 佐藤庄平                       |
| 第33回  | 1962年5月13日 | 京都   | 2000m | マルニロール       | 牡4  | 2:05.9   | 杉村一馬   | 杉村政春   | 藤田芳夫                       |
| 第35回  | 1963年5月12日 | 京都   | 2000m | モトイチ           | 牡4  | 2:10.5   | 須貝彦三   | 橋田俊三   | 塚本元一                       |
| 第37回  | 1964年5月10日 | 京都   | 2000m | リユウフオーレル   | 牡5  | 2:05.0   | 宮本悳     | 橋本正晴   | 三好笑子                       |
| 第39回  | 1965年5月9日  | 阪神   | 2200m | ヤングヒーロー     | 牡4  | 2:17.5   | 新井仁     | 福島角一   | 吉田久博（エツチ・ワイ）       |
| 第41回  | 1966年5月8日  | 京都   | 2200m | ハツライオー       | 牡4  | 2:19.8   | 松本善登   | 伊藤修司   | 大久保常吉                     |
| 第43回  | 1967年3月5日  | 京都   | 2200m | ヤマニリユウ       | 牡4  | 2:21.4   | 高橋成忠   | 柏谷富衛   | 北沢元男                       |
| 第45回  | 1968年3月17日 | 京都   | 2200m | ニホンピローホマレ | 牡4  | 2:16.7   | 宮本悳     | 田所秀雄   | 小林百太郎                     |
| 第47回  | 1969年3月16日 | 京都   | 2400m | タケシバオー       | 牡4  | 2:34.6   | 古山良司   | 三井末太郎 | 小畑正雄                       |
| 第49回  | 1970年3月8日  | 京都   | 2400m | ヨコズナ           | 牡4  | 2:31.8   | 武邦彦     | 伊藤修司   | 渡辺重夫                       |
| 第51回  | 1971年2月21日 | 京都   | 2400m | コンチネンタル     | 牡5  | 2:33.9   | 津田昭     | 野平富久   | （有）アサヒ牧場               |
| 第53回  | 1972年2月20日 | 京都   | 2400m | シュンサクリュウ   | 牡4  | 2:32.8   | 飯田明弘   | 小林稔     | 岩佐俊策                       |
| 第55回  | 1973年2月11日 | 京都   | 2400m | ハマノパレード     | 牡4  | 2:28.6   | 田島良保   | 坂口正二   | （株）ホースタジマ             |
| 第57回  | 1974年2月11日 | 京都   | 2400m | スカイリーダ       | 牡4  | 2:30.9   | 高橋成忠   | 佐藤勇     | 武用安弘                       |
| 第59回  | 1975年2月9日  | 京都   | 2400m | タニノチカラ       | 牡6  | 2:30.0   | 田島日出雄 | 島崎宏     | 谷水雄三                       |
| 第61回  | 1976年2月8日  | 京都   | 2400m | ナラサンザン       | 牡4  | 2:30.1   | 福永洋一   | 武田文吾   | 大西楢次                       |
| 第63回  | 1977年2月13日 | 京都   | 2400m | テンポイント       | 牡4  | 2:27.2   | 鹿戸明     | 小川佐助   | 高田久成                       |
| 第65回  | 1978年2月19日 | 京都   | 2400m | エリモジョージ     | 牡6  | 2:28.8   | 福永洋一   | 大久保正陽 | 山本慎一                       |
| 第67回  | 1979年2月18日 | 京都   | 2400m | コウイチサブロウ   | 牡6  | 2:26.9   | 松本善登   | 庄野穂積   | 桂土地（株）                   |
| 第69回  | 1980年2月17日 | 中京   | 2400m | アグネスレディー   | 牝4  | 2:27.8   | 河内洋     | 長浜彦三郎 | 渡辺孝男                       |
| 第71回  | 1981年2月15日 | 京都   | 2400m | ロビンソンシチー   | 牡4  | 2:27.1   | 本田優     | 星川薫     | （株）友駿ホースクラブ         |
| 第73回  | 1982年2月21日 | 京都   | 2400m | アリーナオー       | 牡4  | 2:30.1   | 猿橋重利   | 湯浅三郎   | 山本信行                       |
| 第75回  | 1983年2月20日 | 京都   | 2400m | マサヒコボーイ     | 牡4  | 2:28.7   | 久保敏文   | 久保道雄   | 宮本貞雄                       |
| 第77回  | 1984年2月19日 | 京都   | 2400m | キョウエイアセント | 牡5  | 2:31.0   | 伊藤清章   | 工藤嘉見   | 松岡正雄                       |
| 第78回  | 1985年2月17日 | 京都   | 2400m | メジロトーマス     | 牡4  | 2:27.9   | 村本善之   | 池江泰郎   | （有）メジロ牧場               |
| 第79回  | 1986年2月16日 | 京都   | 2400m | スダホーク         | 牡4  | 2:30.3   | 田原成貴   | 古山良司   | 須田松夫                       |
| 第80回  | 1987年2月22日 | 京都   | 2400m | シンチェスト       | 牡4  | 2:29.3   | 岩元市三   | 布施正     | 林幸雄                         |
| 第81回  | 1988年2月21日 | 京都   | 2400m | カシマウイング     | 牡5  | 2:27.5   | 的場均     | 飯塚好次   | 松浦安雄                       |
| 第82回  | 1989年2月19日 | 京都   | 2400m | ダイナカーペンター | 牡5  | 2:27.5   | 加用正     | 増本豊     | （有）社台レースホース         |
| 第83回  | 1990年2月18日 | 阪神   | 2500m | ナイスナイスナイス | 牡4  | 2:32.8   | 河内洋     | 長浜博之   | 誓山正伸                       |
| 第84回  | 1991年2月17日 | 京都   | 2400m | プリンスシン       | 牡4  | 2:25.7   | 田島良保   | 安田伊佐夫 | （株）デルマークラブ           |
| 第85回  | 1992年2月23日 | 京都   | 2400m | オースミロッチ     | 牡5  | 2:28.4   | 田原成貴   | 中尾正     | 山路秀則                       |
| 第86回  | 1993年2月21日 | 京都   | 2400m | パリスハーリー     | 牡4  | 2:26.0   | 田原成貴   | 加藤敬二   | 滝井慶一                       |
| 第87回  | 1994年2月13日 | 阪神   | 2200m | ビワハヤヒデ       | 牡4  | 2:16.8   | 岡部幸雄   | 浜田光正   | （有）ビワ                     |
| 第88回  | 1995年2月12日 | 京都   | 2200m | ワコーチカコ       | 牝5  | 2:11.8   | O.ペリエ   | 伊藤雄二   | 石田隆夫                       |
| 第89回  | 1996年2月11日 | 京都   | 2200m | テイエムジャンボ   | 牡5  | 2:14.0   | 河内洋     | 布施正     | 竹園正繼                       |
| 第90回  | 1997年2月9日  | 京都   | 2200m | ユウトウセイ       | 牡7  | 2:14.6   | 四位洋文   | 田中章博   | （株）アイテツ                 |
| 第91回  | 1998年2月15日 | 京都   | 2200m | ミッドナイトベット | 牡4  | 2:16.3   | O.ペリエ   | 長浜博之   | （有）社台レースホース         |
| 第92回  | 1999年2月14日 | 京都   | 2200m | エモシオン         | 牡4  | 2:15.2   | 四位洋文   | 小林稔     | 根岸治男                       |
| 第93回  | 2000年2月20日 | 京都   | 2200m | テイエムオペラオー | 牡4  | 2:13.8   | 和田竜二   | 岩元市三   | 竹園正繼                       |
| 第94回  | 2001年2月17日 | 京都   | 2200m | マックロウ         | 牡4  | 2:12.3   | 安田康彦   | 松田博資   | 吉田勝己                       |
| 第95回  | 2002年2月16日 | 京都   | 2200m | ナリタトップロード | 牡6  | 2:11.8   | 渡辺薫彦   | 沖芳夫     | 山路秀則                       |
| 第96回  | 2003年2月22日 | 京都   | 2200m | マイソールサウンド | 牡4  | 2:16.5   | 本田優     | 西浦勝一   | 佐野清                         |
| 第97回  | 2004年2月21日 | 京都   | 2200m | シルクフェイマス   | 牡5  | 2:12.8   | 四位洋文   | 鮫島一歩   | （有）シルク                   |
| 第98回  | 2005年2月19日 | 京都   | 2200m | ナリタセンチュリー | 牡6  | 2:15.7   | 田島裕和   | 藤沢則雄   | 山路秀則                       |
| 第99回  | 2006年2月18日 | 京都   | 2200m | シックスセンス     | 牡4  | 2:13.5   | 武豊       | 長浜博之   | （有）社台レースホース         |
| 第100回 | 2007年2月17日 | 京都   | 2200m | アドマイヤムーン   | 牡4  | 2:17.2   | 武豊       | 松田博資   | 近藤利一                       |
| 第101回 | 2008年2月23日 | 京都   | 2200m | アドマイヤオーラ   | 牡4  | 2:13.6   | 安藤勝己   | 松田博資   | 近藤利一                       |
| 第102回 | 2009年2月21日 | 京都   | 2200m | アサクサキングス   | 牡5  | 2:14.6   | 四位洋文   | 大久保龍志 | 田原慶子                       |
| 第103回 | 2010年2月20日 | 京都   | 2200m | ブエナビスタ       | 牝4  | 2:14.4   | 横山典弘   | 松田博資   | （有）サンデーレーシング       |
| 第104回 | 2011年2月13日 | 京都   | 2200m | トゥザグローリー   | 牡4  | 2:13.9   | U.リスポリ | 池江泰郎   | （有）キャロットファーム       |
| 第105回 | 2012年2月12日 | 京都   | 2200m | トレイルブレイザー | 牡5  | 2:12.4   | 武豊       | 池江泰寿   | 前田幸治                       |
| 第106回 | 2013年2月10日 | 京都   | 2200m | トーセンラー       | 牡5  | 2:12.5   | 武豊       | 藤原英昭   | 島川隆哉                       |
| 第107回 | 2014年2月16日 | 京都   | 2200m | デスペラード       | 牡6  | 2:16.0   | 横山典弘   | 安達昭夫   | 市川義美                       |
| 第108回 | 2015年2月15日 | 京都   | 2200m | ラブリーデイ       | 牡5  | 2:11.5   | 戸崎圭太   | 池江泰寿   | 金子真人ホールディングス（株） |
| 第109回 | 2016年2月14日 | 京都   | 2200m | サトノクラウン     | 牡4  | 2:17.7   | M.デムーロ | 堀宣行     | 里見治                         |
| 第110回 | 2017年2月12日 | 京都   | 2200m | サトノクラウン     | 牡5  | 2:14.1   | M.デムーロ | 堀宣行     | 里見治                         |
| 第111回 | 2018年2月11日 | 京都   | 2200m | クリンチャー       | 牡4  | 2:16.3   | 藤岡佑介   | 宮本博     | 前田幸治                       |
| 第112回 | 2019年2月10日 | 京都   | 2200m | ダンビュライト     | 牡5  | 2:14.8   | 松若風馬   | 音無秀孝   | （有）サンデーレーシング       |
| 第113回 | 2020年2月16日 | 京都   | 2200m | クロノジェネシス   | 牝4  | 2:16.4   | 北村友一   | 斉藤崇史   | （有）サンデーレーシング       |
| 第114回 | 2021年2月14日 | 阪神   | 2200m | ラヴズオンリーユー | 牝5  | 2:10.4   | 川田将雅   | 矢作芳人   | DMMドリームクラブ（株）        |
| 第115回 | 2022年2月13日 | 阪神   | 2200m | アフリカンゴールド | セ7  | 2:11.9   | 国分恭介   | 西園正都   | ゴドルフィン                   |
| 第116回 | 2023年2月12日 | 阪神   | 2200m | ドウデュース       | 牡4  | 2:10.9   | 武豊       | 友道康夫   | （株）キーファーズ             |
| 第117回 | 2024年2月11日 | 京都   | 2200m | プラダリア         | 牡5  | 2:12.1   | 池添謙一   | 池添学     | 名古屋友豊（株）               |
| 第118回 | 2025年2月16日 | 京都   | 2200m | ヨーホーレイク     | 牡7  | 2:15.7   | 岩田望来   | 友道康夫   | 金子真人ホールディングス（株） |

## 京都記念（秋）
前述の通り、1983年までは年2回施行され、秋の競走も行われていた。

### 年表
- 1942年 - 秋の競走を開始、京都競馬場の芝3500mで施行[4]。
- 1944年 - 第二次世界大戦の影響で中止（1946年まで）。
- 1951年 - 競走条件を「4歳以上」に変更[4]。
- 1959年 - 関西厩務員労組のストライキの影響で開催中止となる[14]。
- 1960年 - 名称を「農林省賞典 京都記念（秋）」に変更[4]。
- 1969年 - 施行距離を芝2400mに変更[4]。
- 1978年 - 名称を「農林水産省賞典 京都記念（秋）」に変更[4]。
- 1984年 - 廃止[3]。

### 京都記念（秋）歴代優勝馬
| 回数   | 施行日         | 競馬場 | 距離  | 優勝馬             | 性齢 | タイム   | 優勝騎手   | 管理調教師 | 馬主                 |
| ------ | -------------- | ------ | ----- | ------------------ | ---- | -------- | ---------- | ---------- | -------------------- |
| 第2回  | 1942年11月1日  | 京都   | 3500m | シヨウワミンド     | 牡4  | 3:49 4/5 | 稗田十七二 | 高橋直三   | 村上芳太郎           |
| 第4回  | 1943年11月7日  | 京都   | 3500m | ドトウ             | 牝4  | 3:53 2/5 | 梅内慶蔵   | 新堂捨蔵   | 中村菊一             |
| 第5回  | 1947年10月17日 | 京都   | 3200m | オーライト         | 牡4  | 3:31 2/5 | 元石正雄   | 伊藤勝吉   | 伊藤由五郎           |
| 第7回  | 1948年11月28日 | 京都   | 3200m | アスカヤマ         | 牡4  | 3:31 2/5 | 近藤武夫   | 伊藤勝吉   | 渡辺小左衞門         |
| 第9回  | 1949年11月23日 | 京都   | 3000m | カツフジ           | 牡6  | 3:24 2/5 | 近藤武夫   | 伊藤勝吉   | 伊藤由五郎           |
| 第11回 | 1950年11月3日  | 京都   | 3000m | ツキヒサ           | 牝4  | 3:15 0/5 | 梶与四松   | 美馬信次   | 米原誠一             |
| 第13回 | 1951年11月25日 | 京都   | 3000m | サチホマレ         | 牡3  | 3:11 3/5 | 上田三千夫 | 上田武司   | 上田清次郎           |
| 第15回 | 1952年12月1日  | 京都   | 2000m | トキデンコー       | 牡4  | 2:05 1/5 | 松本実     | 増本勇     | 増本孝一             |
| 第17回 | 1953年10月18日 | 京都   | 2200m | レダ               | 牝4  | 2:18 4/5 | 佐藤勇     | 武田文吾   | 熊谷新太郎           |
| 第19回 | 1954年10月17日 | 京都   | 2200m | フアイナルスコア   | 牡4  | 2:21 1/5 | 近藤武夫   | 伊藤勝吉   | 仁木清七             |
| 第21回 | 1955年10月9日  | 京都   | 2200m | ダイナナホウシユウ | 牡5  | 2:16 4/5 | 上田三千夫 | 上田武司   | 上田清次郎           |
| 第23回 | 1956年12月30日 | 京都   | 2200m | ユウチヨウ         | 牡3  | 2:19 2/5 | 矢倉義勇   | 坂本勇次郎 | 上田清次郎           |
| 第25回 | 1957年12月1日  | 京都   | 2200m | サールス           | 牝5  | 2:18 4/5 | 清田十一   | 伊藤勝吉   | 松本英吉             |
| 第27回 | 1958年11月30日 | 京都   | 2200m | メイジミドリ       | 牡3  | 2:21 4/5 | 清水久雄   | 増本勇     | 中野忠雄             |
| 第30回 | 1960年11月27日 | 京都   | 2200m | ヘリオス           | 牡3  | 2:23.3   | 大久保正陽 | 大久保亀治 | 加藤弘               |
| 第32回 | 1961年11月26日 | 京都   | 2200m | ヘリオス           | 牡4  | 2:18.5   | 大久保正陽 | 大久保亀治 | 加藤弘               |
| 第34回 | 1962年11月18日 | 京都   | 2200m | イーグル           | 牡4  | 2:18.2   | 清水久雄   | 増本勇     | 河端豊次             |
| 第36回 | 1963年11月24日 | 京都   | 2200m | ゴウカイ           | 牡4  | 2:19.7   | 栗田勝     | 武田文吾   | 伊藤由五郎           |
| 第38回 | 1964年11月29日 | 京都   | 2200m | オーヒメ           | 牝3  | 2:19.9   | 田所稔     | 小川佐助   | 堀内正男             |
| 第40回 | 1965年11月28日 | 京都   | 2200m | ヒカルポーラ       | 牡6  | 2:19.9   | 高橋成忠   | 佐藤勇     | 坪田喜之助           |
| 第42回 | 1966年11月27日 | 京都   | 2200m | ヤマニリユウ       | 牡3  | 2:17.2   | 高橋成忠   | 柏谷富衛   | 北沢元男             |
| 第44回 | 1967年11月26日 | 京都   | 2200m | フイニイ           | 牡3  | 2:17.6   | 保田隆芳   | 尾形藤吉   | 永田賢介             |
| 第46回 | 1968年12月1日  | 京都   | 2200m | シバフジ           | 牡4  | 2:16.4   | 四位満教   | 浅見国一   | 内芝伝一             |
| 第48回 | 1969年11月30日 | 京都   | 2400m | ランドエース       | 牡4  | 2:40.3   | 川端義雄   | 高橋直     | 木村善一             |
| 第50回 | 1970年11月29日 | 京都   | 2400m | リュウスパーション | 牡4  | 2:33.9   | 宮本悳     | 橋本正晴   | 三好諦三             |
| 第52回 | 1971年11月28日 | 京都   | 2400m | キームスビィミー   | 牡5  | 2:27.5   | 小野幸治   | 小林稔     | 木村昭子             |
| 第54回 | 1972年11月5日  | 京都   | 2400m | ヤマニンウエーブ   | 牡5  | 2:31.5   | 福永洋一   | 中村覚之助 | 土井宏二             |
| 第56回 | 1973年11月4日  | 京都   | 2400m | メジロスイセイ     | 牡5  | 2:30.0   | 梅内忍     | 梅内慶蔵   | 木村孝               |
| 第58回 | 1974年11月3日  | 京都   | 2400m | スカイリーダ       | 牡4  | 2:28.7   | 高橋成忠   | 佐藤勇     | 武用安弘             |
| 第60回 | 1975年11月2日  | 京都   | 2400m | メジロジゾウ       | 牝5  | 2:29.5   | 池江泰郎   | 浅見国一   | メジロ商事（株）     |
| 第62回 | 1976年11月7日  | 京都   | 2400m | エリモジョージ     | 牡4  | 2:25.8   | 福永洋一   | 大久保正陽 | 山本慎一             |
| 第64回 | 1977年11月6日  | 京都   | 2400m | ホクトボーイ       | 牡4  | 2:28.1   | 久保敏文   | 久保道雄   | 森滋                 |
| 第66回 | 1978年11月5日  | 京都   | 2400m | ハシコトブキ       | 牡4  | 2:26.8   | 河内洋     | 内藤繁春   | （株）シンザンクラブ |
| 第68回 | 1979年11月4日  | 阪神   | 2400m | グレートタイタン   | 牡4  | 2:26.5   | 稲葉的海   | 吉田三郎   | 長底定治郎           |
| 第70回 | 1980年11月2日  | 京都   | 2400m | グレートタイタン   | 牡5  | 2:26.1   | 田原成貴   | 吉田三郎   | 長底定治郎           |
| 第72回 | 1981年11月1日  | 京都   | 2400m | メトロジャンボ     | 牡6  | 2:30.2   | 田島良保   | 玉谷敬治   | 太田美津子           |
| 第74回 | 1982年11月7日  | 京都   | 2400m | ロングワーズ       | 牡5  | 2:28.3   | 飯田明弘   | 小林稔     | 中井長一             |
| 第76回 | 1983年11月6日  | 京都   | 2400m | エリモローラ       | 牡4  | 2:28.5   | 猿橋重利   | 大久保石松 | 山本慎一             |

## フォトギャラリー

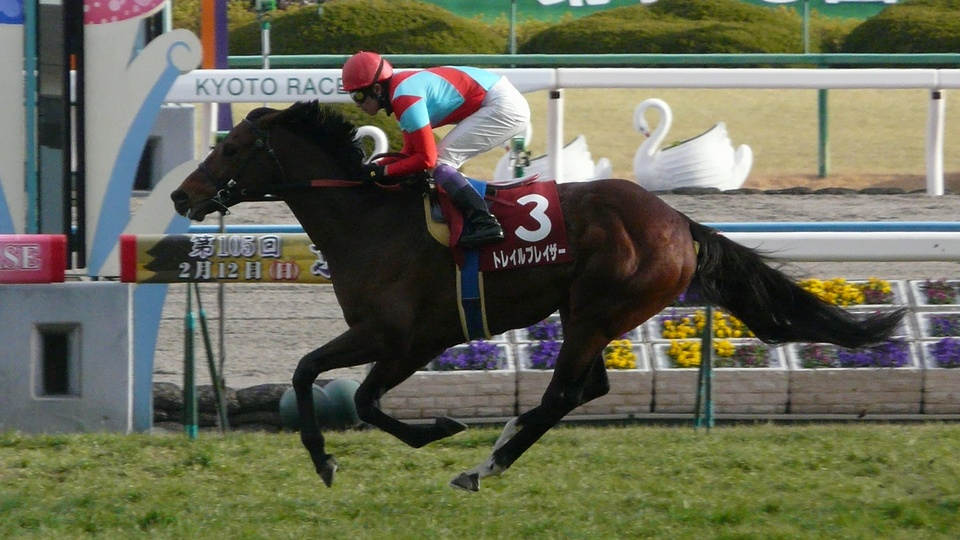
第105回優勝馬トレイルブレイザー
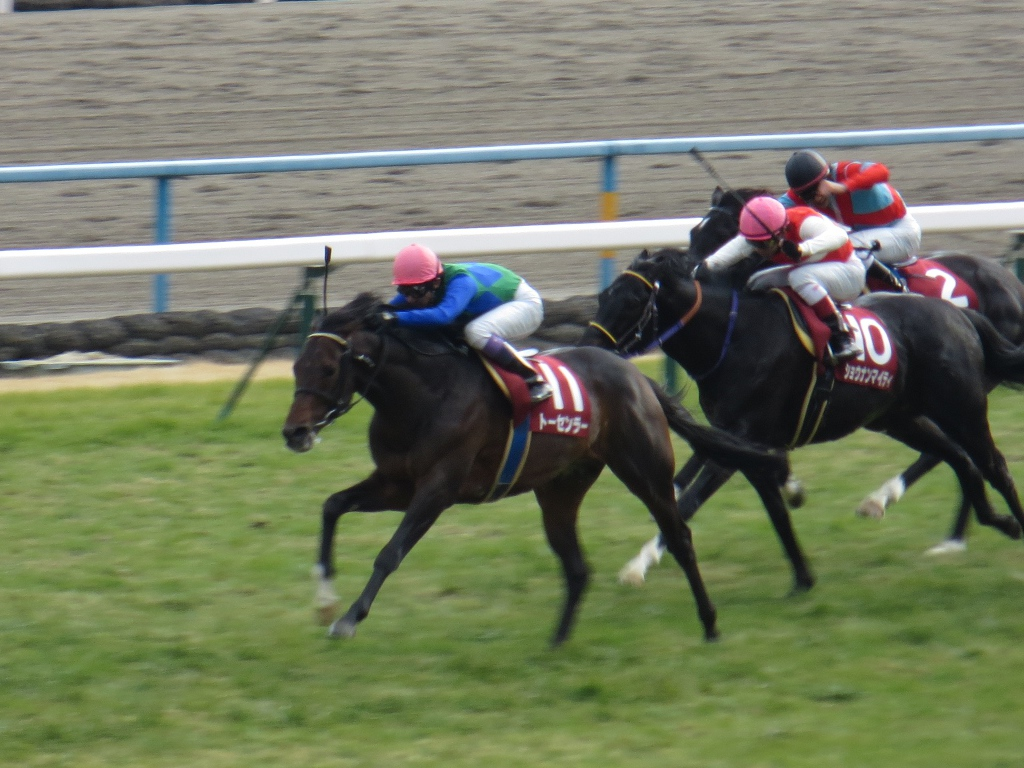
第106回優勝馬トーセンラー
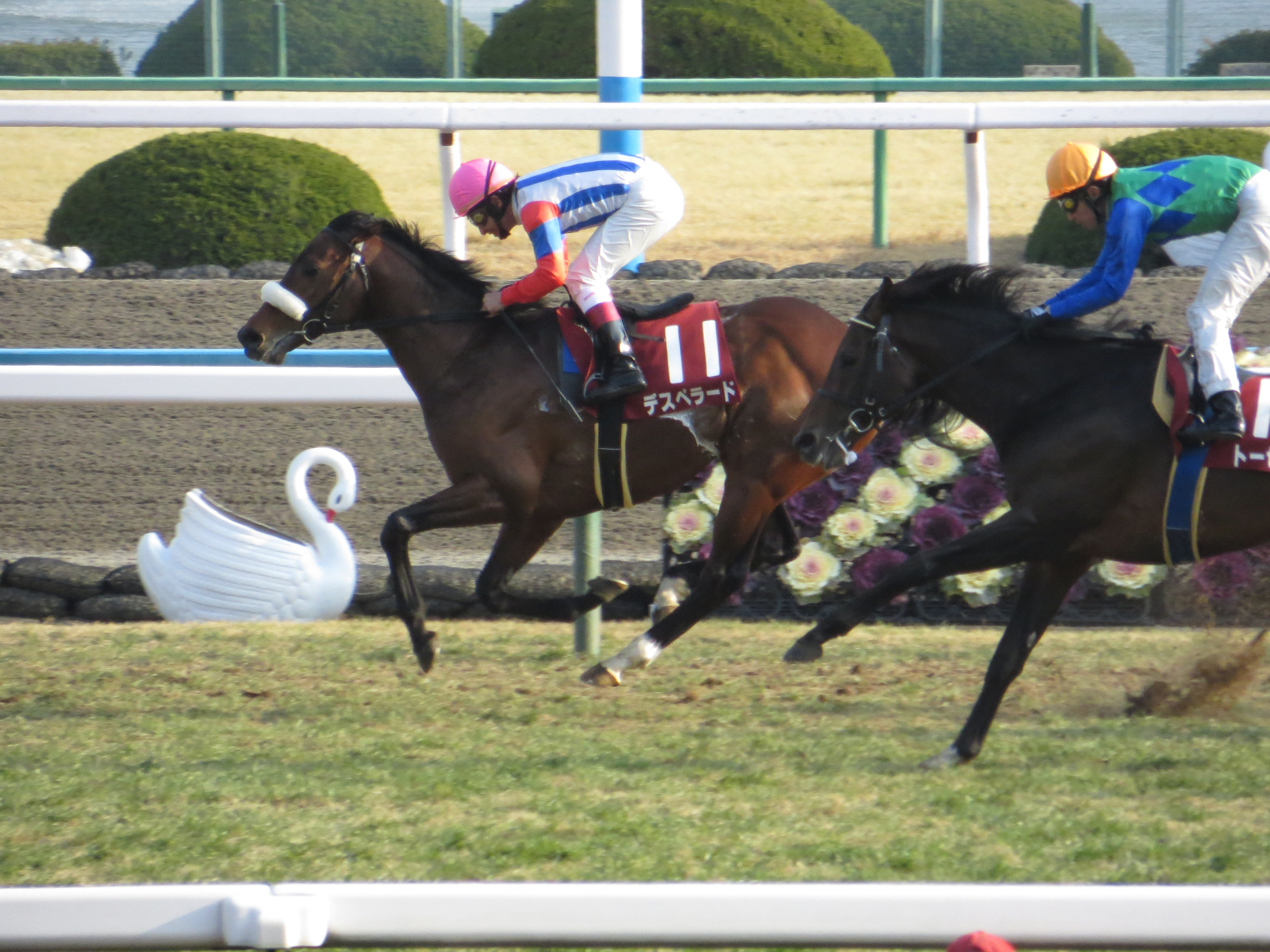
第107回優勝馬デスペラード
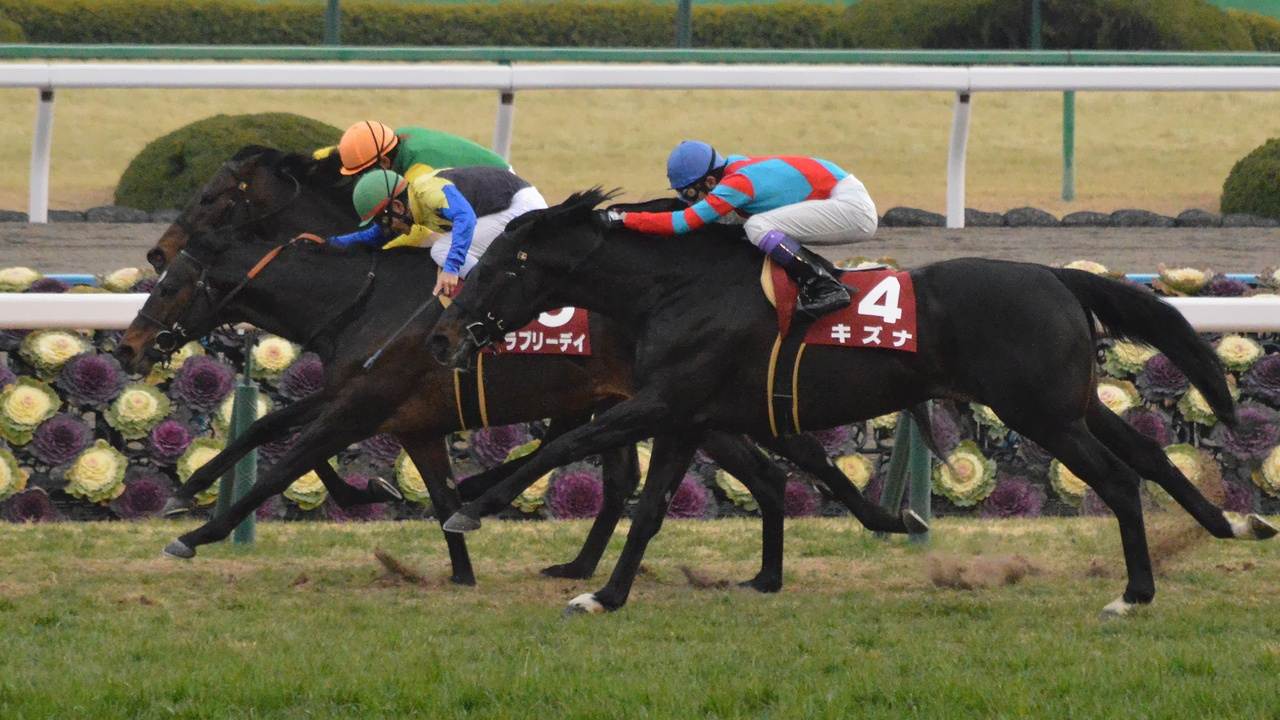
第108回優勝馬ラブリーデイ
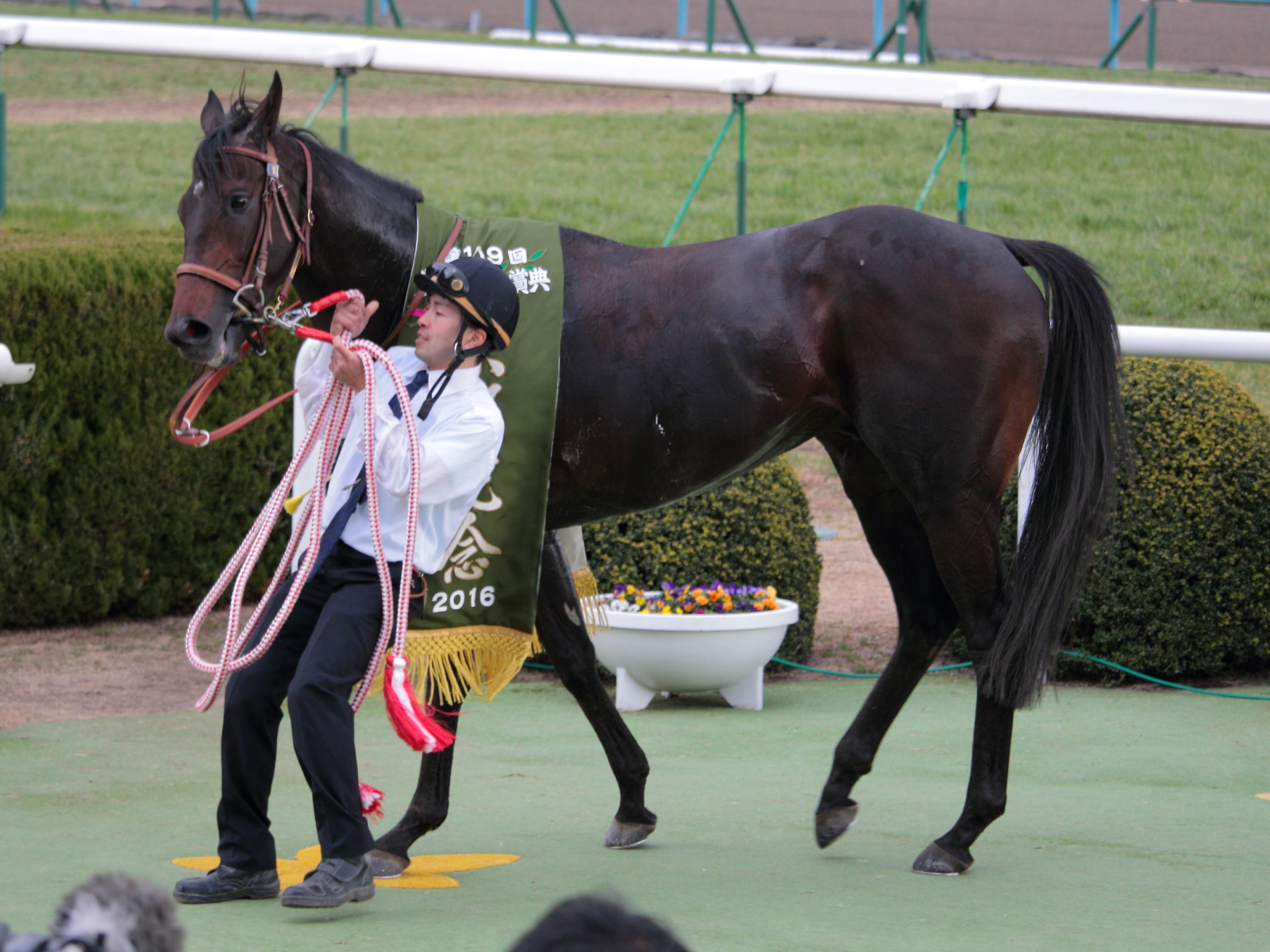
第109回優勝馬サトノクラウン
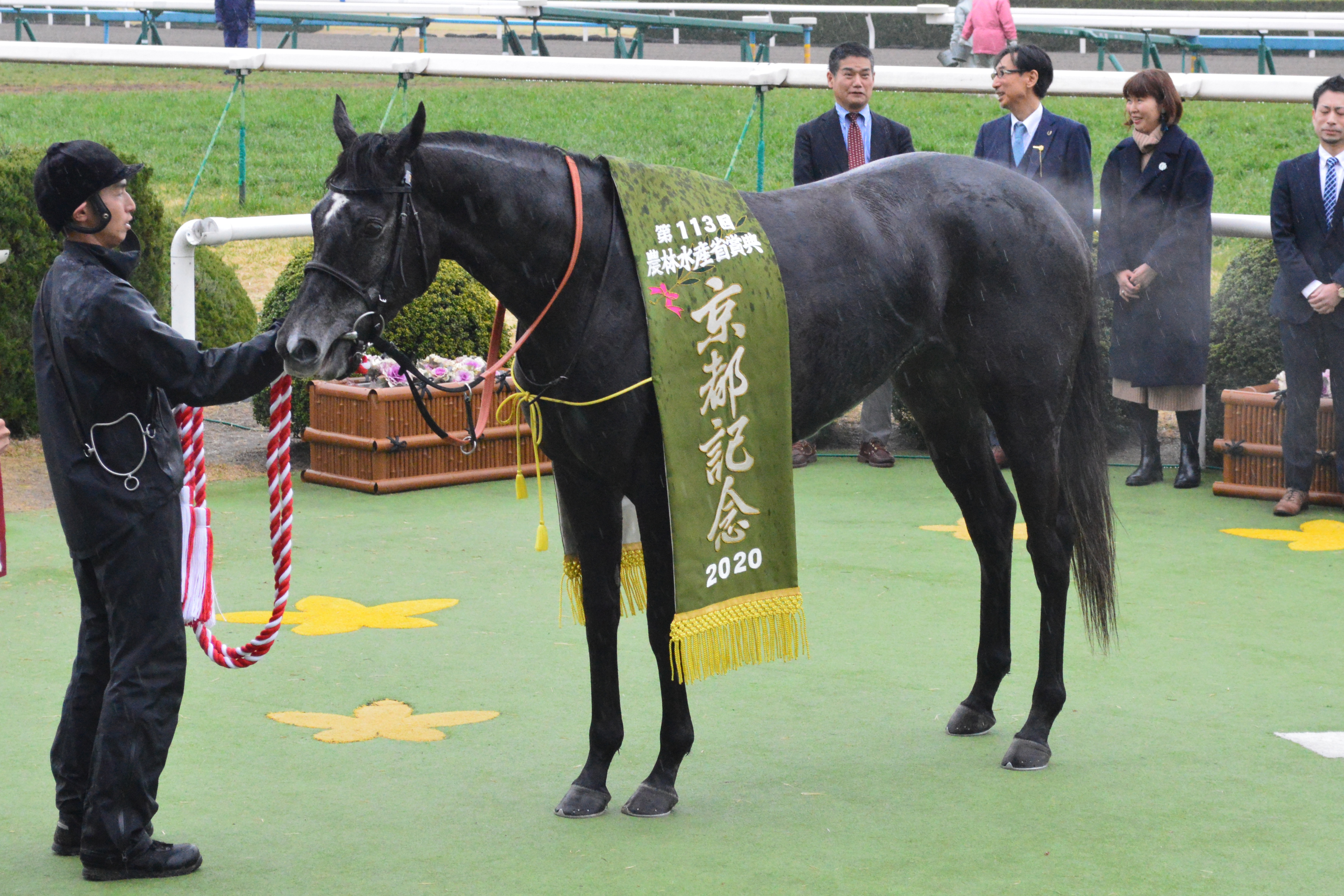
第113回優勝馬クロノジェネシス
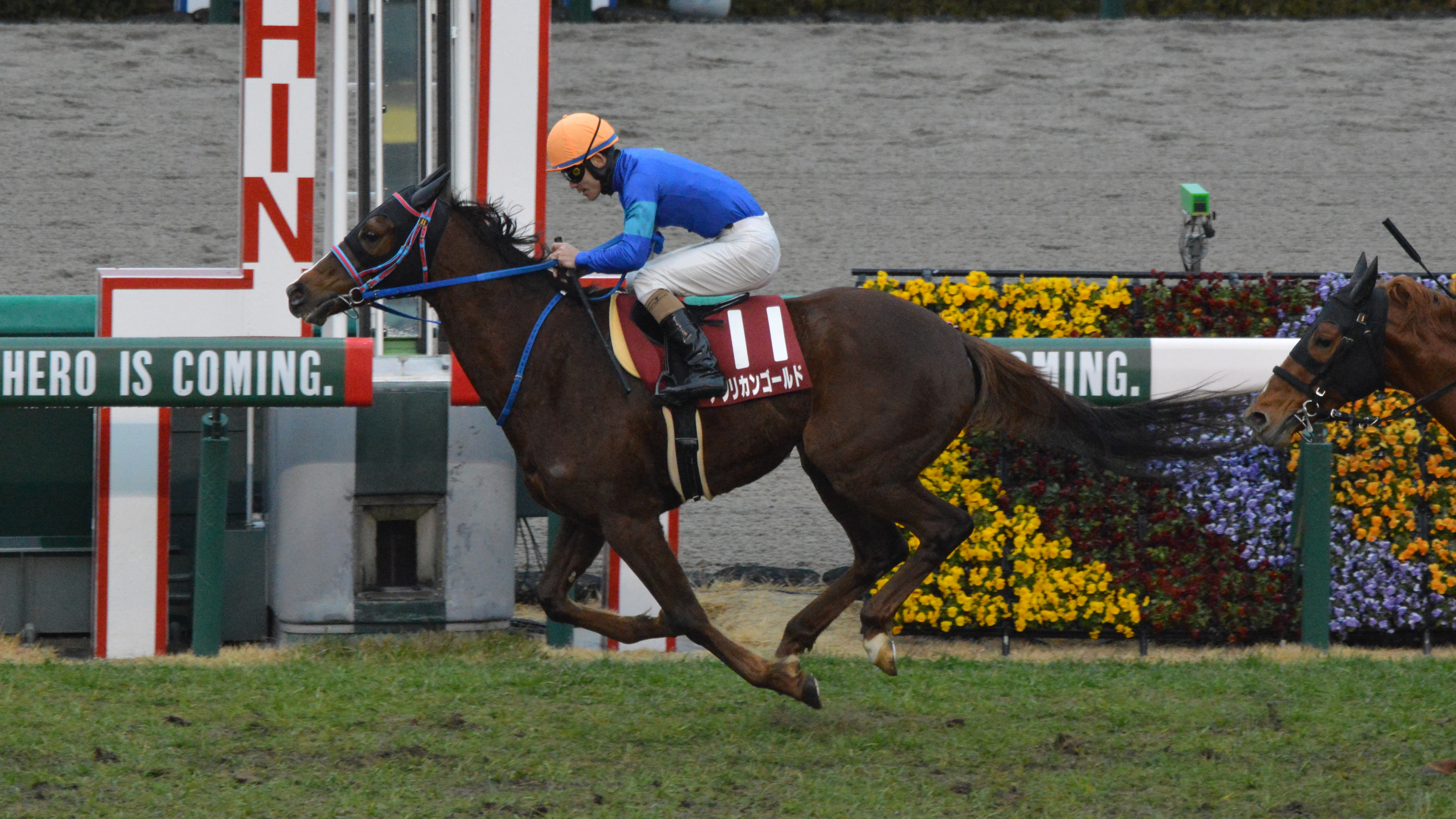
第115回優勝馬アフリカンゴールド